# バーキング駅
バーキング駅 (バーキングえき、英語: Barking station) は、イギリスのロンドンにある鉄道駅である。ナショナル・レール、ロンドン地下鉄およびロンドン・オーバーグラウンドの列車が発着する。
イースト・ロンドンのバーキング・アンド・ダゲナム・ロンドン特別区内、バーキングに位置する。

## 概要
ロンドン地下鉄は、この駅にはディストリクト線およびハマースミス&シティー線の列車が発着し、後者については東側の終点である。またディストリクト線についても当駅折り返しとなる列車がある。
ナショナル・レールの列車は、c2cが運行するロンドン・ティルベリー・サウスエンド線の列車である。
ロンドン・オーバーグラウンドの列車はゴスペル・オーク-バーキング線である。
この駅には9つのホームがある。また、この駅はトラベルカード・ゾーン4にある。駅の営業はc2cが行う。

## 歴史
この駅は1854年4月13日にロンドン・ティルベリー&サウスエンド鉄道(LT&SR)により開業した。開業当時のバーキングは小さな集落で駅自体もティルベリーの港までの路線の途中駅にすぎず、ホームも2面しかなかった。

この頃の運行形態はフォレスト・ゲート分岐点でグレートイースタン本線に合流し、ストラトフォードの西でフェンチャーチ・ストリート駅方面とビショップスゲート駅(のちのリバプール・ストリート駅)方面に分岐するものだった。

4年後の1858年に駅の西側で分岐しイーストハムとボウを経由してフェンチャーチ・ストリート駅に直行する現在のロンドン・ティルベリー・サウスエンド線となる路線が開業し、本線はそちらに移った。更に1884年にはアップミンスター経由でピットシー駅までを短絡するルートが開業し、東西両方面で分岐駅となった。

増加する一方の乗客と貨物に対応するため、1889年にホームの増設や延長、駅舎の増築などの改修工事が行われた。

1894年にはフォレスト・ゲート分岐点からゴスペル・オークに向かうトッテナム・アンド・フォレスト・ゲート鉄道(現在のゴスペル・オーク-バーキング線の前身)が開業し、セント・パンクラス駅への直通列車が発着するようになった。しかしこのルートの旅客列車の本数はあまり多くなく、ロンドン都心部を迂回する貨物列車に利用された。
1902年にディストリクト線(当時はディストリクト鉄道)がイーストハムまで乗り入れるようになると、その列車のうち数本はバーキング以遠まで運転されるようになった。ディストリクト線は1908年にバーキングまで電化され、正式に乗り入れを開始した。ディストリクト線とティルベリー・サウスエンド方面との直通列車はこの駅まで電気機関車で運行され、蒸気機関車に付け替えられて運行された。
1932年にはアップミンスターまでディストリクト線の運行区間と電化区間が延長され、ハマースミス&シティー線（当時はメトロポリタン線の支線）は1936年にバーキングに乗り入れるようになった。
第2次世界大戦中は数度の空襲を受け、構内の線路や設備にいくらかの損傷を受けた。大戦後、国有化によってイギリス国鉄の管理下に入った。
この駅は、1960年代初頭にイギリス国鉄の近代化計画の一部として大きく改装された。改装は旧LT&SR線の全線電化、乗り換え客の利便性向上のための駅構内の配線の変更及び一部立体交差化、駅舎本体の建て替えなどを含み、1962年に完成した。この新駅舎は現在では当時の「現代的国鉄駅舎建築」の好例として第2級指定建築物に指定されている。
その他の路線が全て電化された後、21世紀に入ってもゴスペル・オーク-バーキング線は非電化のままで気動車列車が運行されていたが、2018年に電化が完了したことで当駅発着の列車はすべて電車化された。同線は長く当駅が始発終着駅だったが、2022年にバーキング・リバーサイド駅まで延伸された。

## 運行
日中の運行列車は以下の通り（本数は1時間あたり）。
- ロンドン地下鉄
  - ディストリクト線
    - 6本 タワーヒル駅経由リッチモンド駅（英語版）行き（西方面）
    - 3本 タワーヒル駅経由ウィンブルドン駅行き（西方面）
    - 6本 タワーヒル駅経由イーリング・ブロードウェイ駅行き（西方面）
    - 12本 アップミンスター駅行き（東方面）

  - ハマースミス&シティー線
    - 4本 ハマースミス駅行き（西方面）
- オーバーグラウンド
  - 4本 ゴスペル・オーク駅（英語版）行き
  - 4本 バーキング・リバーサイド駅（英語版）行き
- ナショナル・レール
  - c2c
    - 8本 フェンチャーチ・ストリート駅行き（都心方面）
    - 4本 バジルドン駅（英語版）経由シューベリネス駅（英語版）行き（郊外方面）
    - 2本 Ockendon駅経由サウスエンド・セントラル駅（英語版）行き（郊外方面）
    - 2本 レインハム駅（英語版）経由グレイズ駅（英語版）行き（郊外方面）

  - c2cは平日の通勤時間帯に1日上下数本ずつであるが当駅を通過する列車がある。それ以外は全列車が停車する。

## 切符売場 (Ticket Office)
切符売場はc2c社により営業 （manage） され、7つの窓口を持つ。TRIBUTE and FasTIS発券機が使用されている。切符はナショナル・レールおよびロンドン地下鉄で使用可能である。オイスター・カードもまた切符売場で発行可能。

## 自動券売機 (Self Service Ticket Machines)
オンライン（Tickets on Demandもしくは「TOD」）で注文された切符を発券できる（though it is hardly publicised）4台のShere Fastticket機がある。他の2種類の機械は、Ascom Quickfareおよび別のAscom modelがあるが、2007年11月に駅に発着する全ての路線がOyster Pay as you goに対応するようになったにもかかわらず、どの自動券売機もオイスター・カード製品 (Oyster products) を販売できない。

## 駅構内
1/1a(公式には案内記号なし)、2/3/4、5/6、7/8の4面8線のホームを持つ。そのうち1番線と3番線は行き止まり、残りの6線は通過式である。

3番線は切り欠きホームで2～4番線が同じプラットホームを利用する。1aと2は2番線の線路を共用しており、2番線に停車した電車は左右両側のドアが開く。
駅舎は橋上駅舎で、コンコースと各ホームとの間は階段で結ばれる。コンコース階と1/1aホームとの間にのみエレベーターが設置されている。

また各ホームをつなぐ乗り換え用の地下通路があり、こちらは各ホームとスロープで接続されている。したがって、車椅子などを利用する場合は一度1番線ホームにエレベーターで降り、その後地下通路のスロープを使って各ホームに向かうことになる。
| ホーム番号 | 路線・行き先 | 備考 |
| ---------- | --- | --- |
| 1          | ロンドン・オーバーグラウンドゴスペルオーク-バーキング線                                                                                  | 2022年のリバーサイド駅延伸後は使用頻度が大きく減少し、何らかの事情で当駅からゴスペルオーク方面に折り返す場合のみ使用される。 |
| 2          | ディストリクト線アップミンスター行き（東行き） 当駅終着で駅東側の留置線に入るディストリクト線・ハマースミス&シティー線の列車も使用する。 | 左右両側のドアが開く。 |
| 3          | 当駅折り返しのディストリクト線・ハマースミス＆シティー線の列車                                                                           | 切り欠きホーム |
| 4          | c2cアップミンスター経由サウスエンド・オン・シー方面(東行き)                                                                              | アップミンスターでグレイズ方面とピットシー方面に分岐する。                                                                   |
| 5          | c2cアップミンスター方面から来る西行き列車                                                                                                | |
| 6          | ディストリクト線・ハマースミス＆シティー線（西行き）                                                                                     | 当駅始発の列車あり |
| 7          | c2cレイナム・ティルベリー経由サウスエンドオンシー方面 ゴスペルオーク-バーキング線バーキング・リバーサイド方面                            | |
| 8          | c2cレイナム/ティルベリー方面から来る西行き列車 ゴスペルオーク-バーキング線ゴスペルオーク方面                                             | |

## 乗り継ぎ
数路線のロンドンバス路線が駅前に接続する。また、イースト・ロンドン・トランジットの第一次計画により路線が接続することが計画されている。

### バス路線
ロンドンバスの5、62、169、238、287、366、368、387、687（スクールバス）系統と深夜バスのN15系統、イースト・ロンドン・トランジットのEL1、EL2系統が当駅から発着する。また238とEL1系統は24時間運行をしている。

## 隣の駅
ロンドン交通局
ロンドン地下鉄
■ディストリクト線
本線
イースト・ハム駅 - バーキング駅 - アップニー駅
■ハマースミス&シティー線
イースト・ハム駅 - バーキング駅
■ロンドン・オーバーグラウンド
ゴスペルオーク-バーキング線
ウッドグランジ・パーク駅 - バーキング駅 - バーキング・リバーサイド駅
ナショナル・レール
■c2c
ロンドン・ティルベリー&サウスエンド線
ウェスト・ハム駅 - バーキング駅 - アップミンスター駅
ウエスト・ハム駅 - バーキング駅 - ダゲナム・ドック駅

## ギャラリー

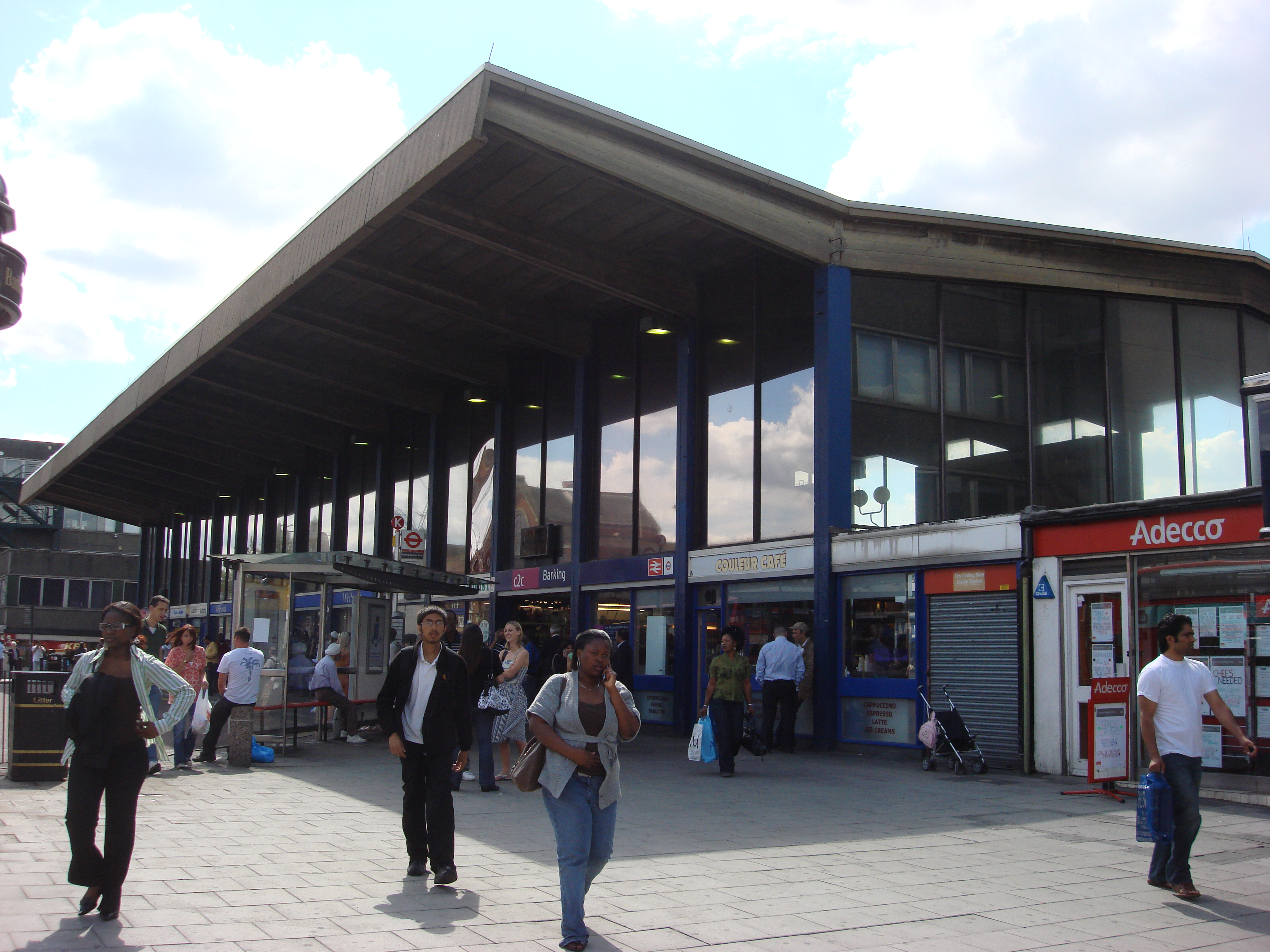
駅舎
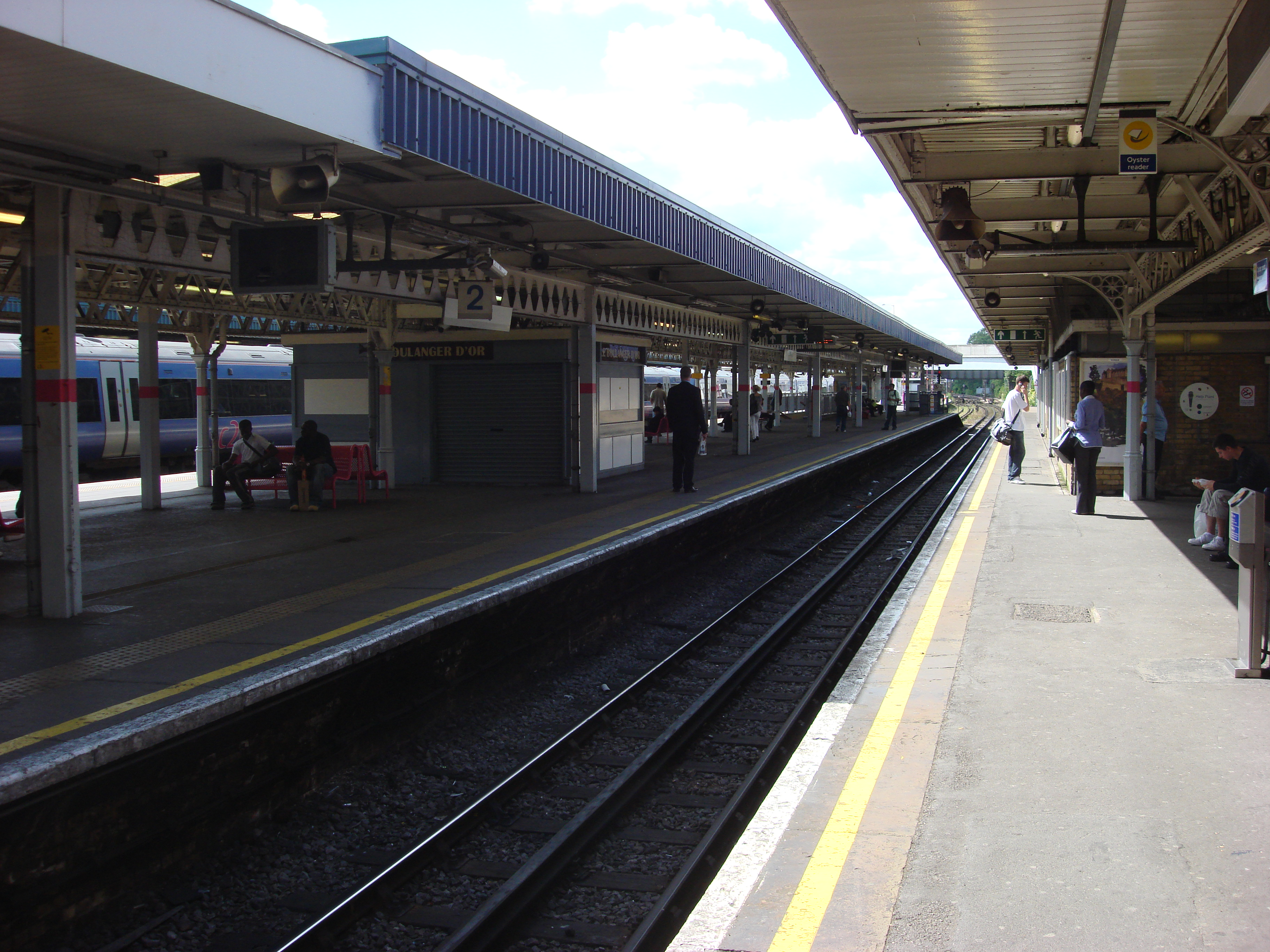
1番線(右)と2番線(左)のディストリクト線のホームを西から見る
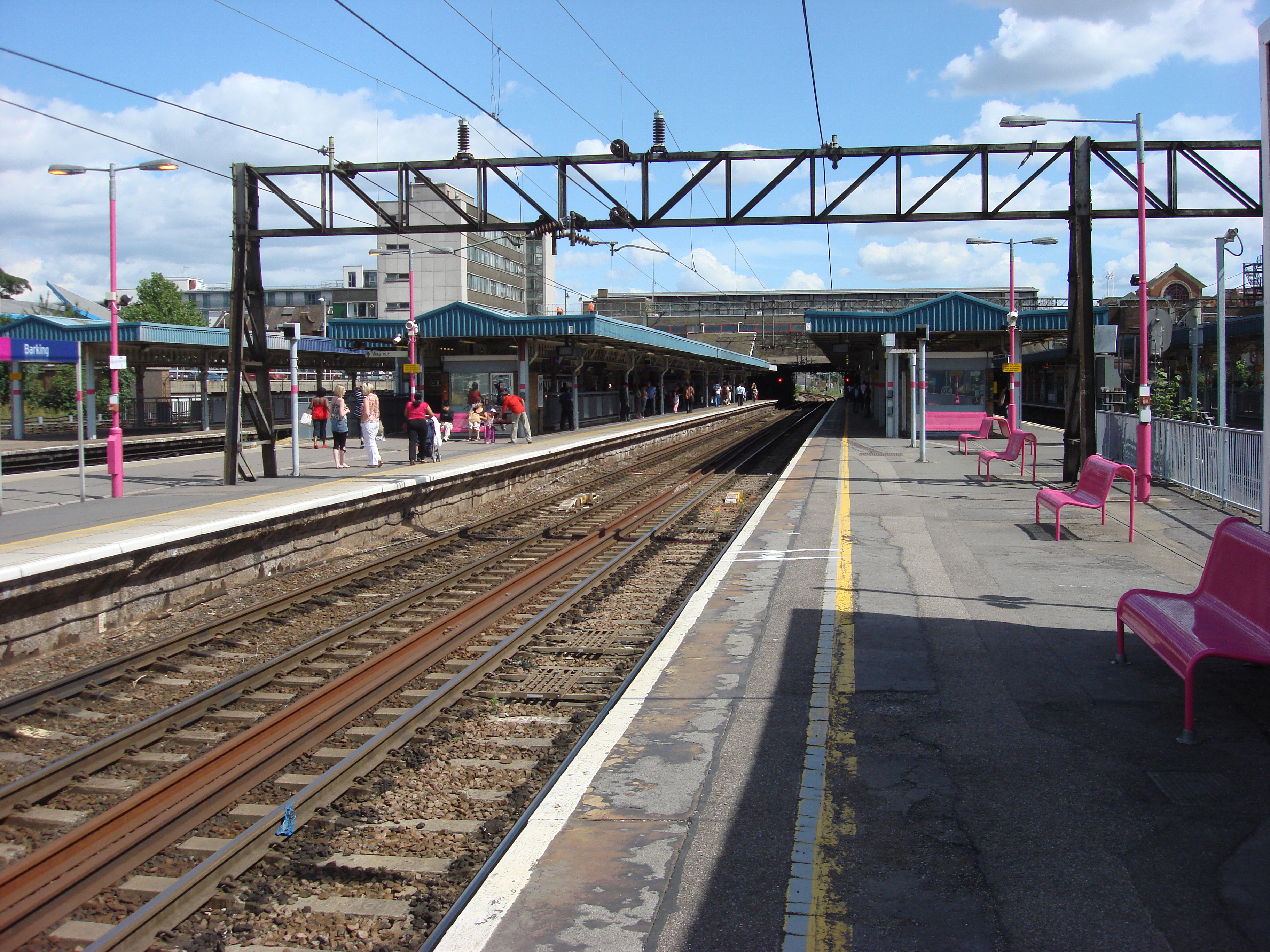
4番線と5番線の本線のホームを東から見る
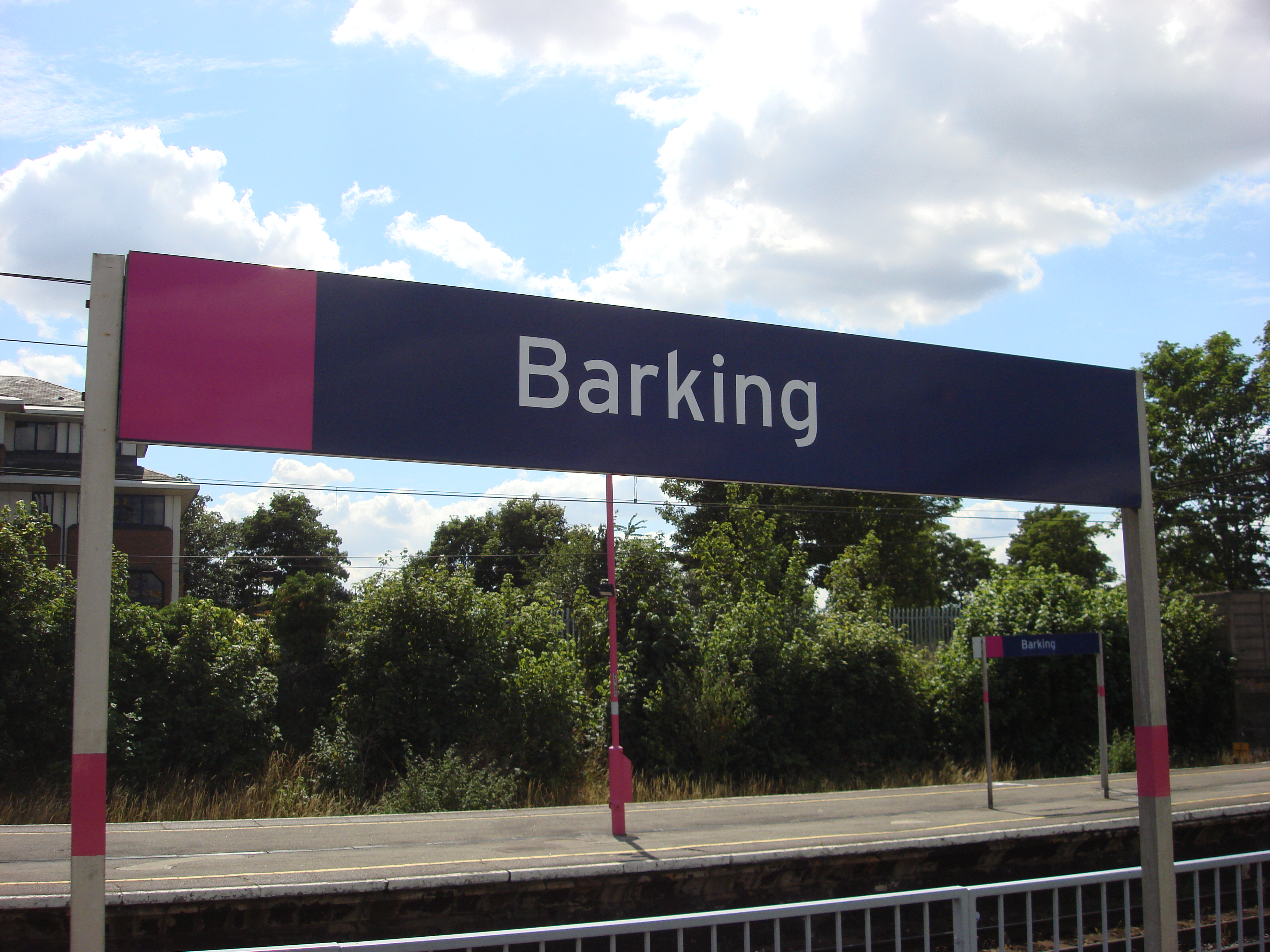
駅名板